# Nekrolog 1583
Nekrolog
◄◄
| ◄
| 1579
| 1580
| 1581
| 1582
| 1583 | 1584 | 1585 | 1586 | 1587 | ► | ►►
Weitere Ereignisse | Allgemeiner Nekrolog 1583
Die Beschreibung der verstorbenen Person sollte so kurz wie möglich gehalten sein und nur deren signifikante Tätigkeit(en) enthalten.
Neue Namen ggf. auch unter dem Geburts- und Sterbedatum, also etwa unter 1. Januar und im Geburts- und Sterbejahr (2024) eintragen (nur bei entsprechender großer Wichtigkeit). Für Beispiele siehe die schon vorhandenen Artikel.
Außerdem über die fünf zuletzt Verstorbenen, zu denen es einen ausreichend guten Artikel für eine Präsentation auf der Hauptseite gibt, nach der todesbedingten Überarbeitung der Artikel ggf. auch unter Wikipedia Diskussion:Hauptseite informieren und sie am besten auch in den anderen Wikipedia-Sprachversionen eintragen. Tipp: Regelmäßig bei news.google.de nach „ist tot“, „gestorben“ oder „verstorben“ suchen.
Wenn eine Person gestorben ist, gibt es viele Seiten zu dieser Person in der Wikipedia, die davon auch betroffen sind und entsprechend aktualisiert werden müssen. Beispiele: Namenübersichtsseite, Geburtsjahr, Geburtsort-Seiten und viele mehr.
Wie finde ich die betroffenen Seiten?
Im Suchfeld auf der linken Seite gibt man den Suchbegriff so ein: „Vorname Nachname“. Dann klickt man auf Volltext und alle Seiten mit entsprechendem Suchtext werden aufgerufen. Hier sieht man dann schnell, wo auch das Todesjahr Sinn macht oder sogar ein Teil des Artikels angepasst werden muss. Auch hilft das „Werkzeug“ auf der linken Seite sehr gut, um solche Seiten aufzufinden: „Links auf diese Seite“. Somit ist die Wikipedia wieder aktuell in allen Bereichen! Hinweis: bei Eintragung der Kategorie „Gestorben JAHR“ wird der Missbrauchsfilter 49 ausgelöst, was jedoch nicht schlimm ist. Siehe: Spezial:Missbrauchsfilter/49
Dies ist eine Liste von im Jahr 1583 verstorbenen bekannten Persönlichkeiten. Die Einträge erfolgen innerhalb der einzelnen Daten alphabetisch sortiert. Tiere sind im Nekrolog für Tiere zu finden.

## Januar
| Tag        | Name                          | Beruf, bekannt als                                                   | Alter | Beleg |
| ---------- | ----------------------------- | -------------------------------------------------------------------- | ----- | ----- |
| 1. Januar  | François de Belleforest       | französischer Schriftsteller, Dichter und Übersetzer der Renaissance |       |       |
| 5. Januar  | Juan Maldonado                | spanischer Jesuit                                                    |       |       |
| 7. Januar  | Maria von Sachsen             | Herzogin von Pommern                                                 | 67    |       |
| 15. Januar | Matthias Stoius               | deutscher Mathematiker und Mediziner                                 | 56    |       |
| 17. Januar | Claude II. de Beauvilliers    | französischer Adliger und Militär                                    | 40    |       |
| 17. Januar | Nikolaus Popping              | deutscher Jurist und Ratssekretär der Hansestadt Lübeck              |       |       |
| 22. Januar | Antoinette de Bourbon         | durch Heirat erste Herzogin von Guise                                | 88    |       |
| 23. Januar | Antonius Rescius              | deutscher Weihbischof und Universitätsdekan                          |       |       |
| 25. Januar | Johannes Pistorius der Ältere | hessischer Reformator und Superintendent                             |       |       |

## Februar
| Tag         | Name                    | Beruf, bekannt als                                         | Alter | Beleg |
| ----------- | ----------------------- | ---------------------------------------------------------- | ----- | ----- |
| 14. Februar | Giovanni Pietro Albuzio | italienischer Mediziner und Hochschullehrer                |       |       |
| 14. Februar | Hans von Bartensleben   | Persönlichkeit des Adelsgeschlechts derer von Bartensleben |       |       |

## März
| Tag      | Name                       | Beruf, bekannt als                                                | Alter | Beleg |
| -------- | -------------------------- | ----------------------------------------------------------------- | ----- | ----- |
| 2. März  | Fulvio Giulio della Corgna | italienischer Geistlicher                                         | 65    |       |
| 6. März  | Nikolaus Cisnerus          | deutscher Humanist und Jurist                                     | 53    |       |
| 6. März  | Zacharias Ursinus          | deutscher reformierter Theologe                                   | 48    |       |
| 9. März  | Martín Enríquez de Almansa | spanischer Vizekönig von Peru                                     |       |       |
| 15. März | Christoph Entzelt          | deutscher evangelischer Geistlicher und Historiker                |       |       |
| 18. März | Magnus von Dänemark        | Bischof von Ösel-Wieck und Kurland, König von Livland (1570–1577) | 42    |       |
| 25. März | Hermann Pedersson Fleming  | schwedischer Militär und Staatsmann                               |       |       |
| 25. März | Nikolaus Jagenteufel       | deutscher lutherischer Theologe und Pädagoge                      | 56    |       |
| März     | Sancho d’Avila             | spanischer General im Achtzigjährigen Krieg                       | 59    |       |

## April
| Tag   | Name        | Beruf, bekannt als     | Alter | Beleg |
| ----- | ----------- | ---------------------- | ----- | ----- |
| April | Lucas David | preußischer Historiker |       |       |

## Mai
| Tag     | Name                            | Beruf, bekannt als                                          | Alter | Beleg |
| ------- | ------------------------------- | ----------------------------------------------------------- | ----- | ----- |
| 23. Mai | Christoph von Dürfeld           | deutscher Rechtswissenschaftler                             |       |       |
| 23. Mai | Günther XLI.                    | Graf von Schwarzburg und Schwarzburg-Arnstadt               | 53    |       |
| 26. Mai | Esmé Stewart, 1. Duke of Lennox | schottischer Adliger                                        |       |       |
| 28. Mai | Lazarus von Schwendi            | Diplomat und militärischer Befehlshaber in Diensten Karl V. |       |       |

## Juni
| Tag      | Name                      | Beruf, bekannt als                | Alter | Beleg |
| -------- | ------------------------- | --------------------------------- | ----- | ----- |
| 1. Juni  | Sofia Gyllenhielm         | Ehefrau von Pontus De la Gardie   |       |       |
| 8. Juni  | Mathijs Bril              | flämischer Maler und Zeichner     |       |       |
| 11. Juni | Franz von Dumstorp        | deutscher Ordensritter und Komtur |       |       |
| 14. Juni | Shibata Katsuie           | japanischer Samurai und General   |       |       |
| 19. Juni | Lorenzo Suárez de Mendoza | Vizekönig von Neuspanien          |       |       |

## Juli
| Tag      | Name                       | Beruf, bekannt als                                                                        | Alter | Beleg |
| -------- | -------------------------- | ----------------------------------------------------------------------------------------- | ----- | ----- |
| 6. Juli  | Edmund Grindal             | Erzbischof von Canterbury                                                                 |       |       |
| 8. Juli  | Hermann Raphael Rodensteen | niederländischer Orgelbauer                                                               |       |       |
| 15. Juli | Pietro Berno               | Schweizer Jesuit und Missionar                                                            |       |       |
| 16. Juli | Johannes Molanus           | flämischer und deutscher Pädagoge                                                         |       |       |
| 17. Juli | Mette Fliß                 | deutsche Frau, als Hexe hingerichtet                                                      |       |       |
| 18. Juli | Johannes Thal              | deutscher Arzt und Botaniker                                                              |       |       |
| 19. Juli | Paul Dumerich              | deutscher Pädagoge, Philologe, Mathematiker und Hochschullehrer                           | 56    |       |
| 25. Juli | Rodolfo Acquaviva          | italienischer Mönch, als Märtyrer seliggesprochener Indienmissionar aus dem Jesuitenorden | 32    |       |
| 31. Juli | Lucas Pollio               | deutscher lutherischer Theologe                                                           | 47    |       |

## August
| Tag        | Name                                         | Beruf, bekannt als                                                                 | Alter | Beleg |
| ---------- | -------------------------------------------- | ---------------------------------------------------------------------------------- | ----- | ----- |
| 2. August  | Christoph von Schellendorf                   | bayrischer Kriegsrat und kaiserlicher Rat, Landeshauptmann der Grafschaft Glatz    |       |       |
| 7. August  | Tilemann Kenckel                             | deutscher Jurist und Ratssekretär der Hansestadt Lübeck                            | 39    |       |
| 21. August | Johann Eichorn                               | deutscher Buchdrucker und Verleger                                                 |       |       |
| 22. August | Marcantonio Maffei                           | italienischer Geistlicher, Erzbischof von Chieti und Kardinal der Römischen Kirche | 61    |       |
| 24. August | Hans Seeck                                   | deutscher Bildhauer und Bildschnitzer                                              |       |       |
| 27. August | Bohuslav Felix von Lobkowitz und Hassenstein | böhmischer Ständepolitiker, Landvogt der Niederlausitz                             | 66    |       |
| 29. August | Stephan Parmenius                            | ungarischer Humanist, möglicherweise der erste Ungar, der Nordamerika besuchte     |       |       |

## September
| Tag           | Name                   | Beruf, bekannt als                                                                          | Alter | Beleg |
| ------------- | ---------------------- | ------------------------------------------------------------------------------------------- | ----- | ----- |
| 13. September | Tryphon von Petschenga | russischer Mönch, Asket und Missionar der Russisch-Orthodoxen Kirche auf der Halbinsel Kola |       |       |
| 16. September | Katharina Jagiellonica | polnische Prinzessin aus dem Adelsgeschlecht der Jagiellonen                                | 56    |       |
| 27. September | Elisabeth Plainacher   | österreichische Frau, als Hexe hingerichtet                                                 |       |       |
| September     | Stoldo Lorenzi         | italienischer Bildhauer                                                                     |       |       |

## Oktober
| Tag         | Name                | Beruf, bekannt als                                                             | Alter | Beleg |
| ----------- | ------------------- | ------------------------------------------------------------------------------ | ----- | ----- |
| 16. Oktober | Christoph Schilling | schlesischer Humanist, reformierter Pädagoge und Mediziner                     |       |       |
| 22. Oktober | Ludwig VI.          | Kurfürst von der Pfalz                                                         | 44    |       |
| 30. Oktober | Pirro Ligorio       | italienischer Maler, Archäologe, Architekt und Gartenarchitekt des Manierismus |       |       |

## November
| Tag          | Name            | Beruf, bekannt als                                     | Alter | Beleg |
| ------------ | --------------- | ------------------------------------------------------ | ----- | ----- |
| 20. November | Philipp II.     | erster Landgraf von Hessen-Rheinfels                   | 42    |       |
| 24. November | René de Birague | französischer Kardinal der römisch-katholischen Kirche | 77    |       |
| November     | Johannes Selner | Kreuzkantor in Dresden (1553–1560)                     |       |       |

## Dezember
| Tag          | Name                                           | Beruf, bekannt als                                            | Alter | Beleg |
| ------------ | ---------------------------------------------- | ------------------------------------------------------------- | ----- | ----- |
| 11. Dezember | Fadrique Álvarez de Toledo, 4. Herzog von Alba | 4. Herzog von Alba                                            |       |       |
| 16. Dezember | Iwan Fjodorow                                  | erster ostslawischer Drucker                                  |       |       |
| 19. Dezember | John Somerville                                | britischer Verschwörer gegen Königin Elisabeth I. von England |       |       |
| 29. Dezember | Zaccaria Dolfin                                | Kardinal                                                      | 56    |       |
| 31. Dezember | Thomas Erastus                                 | Schweizer reformierter Theologe                               | 59    |       |
| Dezember     | Orazio Alfani                                  | italienischer Maler des Manierismus                           |       |       |

## Datum unbekannt
| Tag | Name                          | Beruf, bekannt als                                                                     | Alter | Beleg |
| --- | ----------------------------- | -------------------------------------------------------------------------------------- | ----- | ----- |
|     | Luís de Almeida               | portugiesischer Missionar der Gesellschaft Jesu                                        |       |       |
|     | Abelke Bleken                 | deutsche Frau, die aufgrund des Vorwurfs der Hexerei verbrannt wurde                   |       |       |
|     | Michael von Brunnow           | polnischer Minister und später herzoglicher Kanzler im Herzogtum Kurland und Semgallen |       |       |
|     | Juan de Garay                 | baskischer Eroberer                                                                    |       |       |
|     | Eberhard von Gemmingen        | Grundherr in Bürg, erwarb mit seinen Brüdern Weinfelden                                |       |       |
|     | Leonhard von Gemmingen        | Grundherr in Michelfeld                                                                |       |       |
|     | Humphrey Gilbert              | britischer Abenteurer                                                                  |       |       |
|     | Catarina van Hemessen         | flämische Portraitmalerin der Renaissance                                              |       |       |
|     | Johannes Keuchenthal          | deutscher evangelischer Theologe                                                       |       |       |
|     | Andrei Michailowitsch Kurbski | russischer Autor, Freund und später politischer Gegner von Iwan dem Schrecklichen      |       |       |
|     | Noe Meurer                    | deutscher Jurist und Autor                                                             |       |       |
|     | Andreas von Meyendorff        | Burgherr der Burg Ummendorf, Wegbereiter der Reformation                               |       |       |
|     | Nurbanu                       | osmanische Valide Sultan                                                               |       |       |
|     | Fernão Mendes Pinto           | portugiesischer Entdecker und Schriftsteller                                           |       |       |
|     | Wilhelm de Raet               | niederländischer Wasserbauingenieur und Baumeister                                     |       |       |
|     | Johann Renner                 | deutscher Notar und Chronist                                                           |       |       |